# CPO (DM Command)
CPO (CREATE_PROCESS_ONLY)とは、アポロコンピュータ社のコンピュータに搭載されていたウィンドウシステム（ディスプレイマネージャ）で利用できた、制御コマンド『DMコマンド』の一つ。

## 概要
CPO コマンドは、プパッドやウインドウなしでプロセスを生成する。

## 書式
CPO　パス名［オプション］

## 利用法
CPO コマンドは，それに関するパッドやウインドウなしでプロセスを生成する。
四つの標準 I/O ストリームは /DEV/NULL に割り当てられる．このコマンドがノードの DM ブート・スタートアップ・スクリプト ‘NODE_DATA/START_UP で使用されると，システム
は新しいプロセスにサブジェクト識別子（SID）USER.SERVER.NONE.local_node を割り当て，生成されたプロセスは誰がログインしてもしなくてもそれに関係なく走り続ける．
これは PRSVR（PRINT_SERVER）と NETMAN のようなユーティリティで必要であり、この点では CPO は CPS と同じである。
CPO が他のスタートアップ・スクリプトやキーボードから使用された場合，新しいプロセスの SID はこの CPO を呼出すプロセスから派生し，生成されたプロセスはログアウト時に終了する。
引数：
・パス名（省略不可）
新しいプロセスにより実行されるファイルを指定する．
オプション：
-N　名前
プロセス名を割り当てる．省略時はプロセスには名前はつかない。
引数...
プログラム‘パス名’に渡す引数を指定する．これらの引数に空白文字を含むものがある時は，その引数全体を引用符で囲む。

## 使用例
バックグランド・プロセスで ALARM_SERVER を走らせる。
```
Command: cpo /sys/alarm/alarm_server -disk 98 -bell1
```